# Victoria Borisova-Ollas
Victoria Borisova-Ollas (née le 21 décembre 1969 à Vladivostok) est une compositrice russo-suédoise. 

## Parcours
Victoria Borisova-Ollas effectue sa formation musicale à Moscou, d'abord à l’École de musique Centrale et ensuite au Conservatoire Tchaikovsky où elle étudie la composition musicale, sous la direction de Nikolaï Korndorf, à qui elle dédie son œuvre The Kingdom of Silence. Elle poursuit ses études au Royal College of Music à Londres et finalement à l'Académie de musique de Malmö  et à Stockholm en Suède, pays où elle vit depuis 1993,,,,.
Elle a composé deux symphonies, la Symphonie n° 1 The Triumph of Heaven (Le triomphe du ciel) et la Symphonie n° 2 Labyrinths of Time (Labyrinthes du temps). 
Son opéra The Ground Beneath Her Feet, avec un livret écrit par Edward Kemp, est une adaptation du roman de ce nom de Salman Rushdie. La première à Bridgewater Hall, lors du Festival international de Manchester 2007, a été racontée par Alan Rickman, dirigé par Mark Elder, et comportait un volet cinématographique de Mike Figgis,. 
Depuis 2008, elle est membre de l'Académie royale suédoise de musique.
En 2013, elle compose une nouvelle version de sa précédente Création of the hymn et en 2017 son opéra Dracula est créé avec succès à l’Opéra royal de Stockholm.

## Prix et distinctions (sélection)
- 1998 : second prix du British Masterprize International Competition avec son œuvre Wings of the Wind (Les Ailes du vent)[11].
- 2008 : Prix annuel des éditeurs de musique de l’Association des éditeurs de musique suédoise pour le drame musical The Ground Beneath Her Feet[12].
- 2009 : prix Hilding Rosenberg de la Société suédoise des compositeurs[12].
- 2011 : prix Christ Johnson de l’Académie royale suédoise de musique (pour le concerto pour clarinette Golden Dances of the Pharaohs)[12]
- 2016 : nommée Musicienne de l’année par le journal suédois Expressen[12].